# Humbanumena III
Humbanumena III o Humban-numena va ser rei d'Elam de l'any 692 aC al 689 aC, aproximadament.
Va pujar al tron després del breu regnat (deu mesos) de Kudur-Nahhunte, (693 aC-692 aC). Els inicis del seu regnat van coincidir amb una època d'inestabilitat a la zona, pels constants enfrontaments entre Assíria, Babilònia i Elam. Humbanumena II va reunir molts aliats contra Assíria: Ellipi, Parsuwaix, un exèrcit d'Anxan, Pasir, tota la Caldea i Aram.
L'any 691 aC, totes aquestes forces es van enfrontar a l'exèrcit assiri comandat pel seu rei Sennàquerib a la plana vora la ciutat de Khalule, situada a la riba oriental del Tigris. Hi ha diferents versions del resultat de la batalla: les Cròniques babilòniques parlen d'una victòria sobre els assiris, però les fonts assíries informen d'una victòria del rei assiri Sennàquerib. Sembla però, que els assiris van patir les pèrdues més importants.
El mes de gener de l'any 689 aC, Humbanumena III va patir un ictus que el va deixar sense parla. Va morir el desembre d'aquell any, i Sennàquerib va aprofitar per atacar de nou Babilònia, que va conquerir i destruir. A Humbanumena III el va succeir Humbanhaltaix.